# Peștera Poarta Zmeilor
Peștera Poarta Zmeilor  este o peșteră fosilă situată în nord-vestul Munților Trascău. În apropierea ei se găsește un portal natural de piatră. 

## Localizare
Peștera se află pe teritoriul satului Sub Piatră, comuna Sălciua, județul Alba, la circa 1.150 m altitudine, în partea vestică a Munților Trascău, compartimentul Bedeleu, în marginea de sud-vest a platoului calcaros.

## Istoric
Peștera a fost cunoscută de populația din zonă, de ciobanii de pe Bedeleu. A fost explorată și cartată în 1984 de membrii clubului Polaris Blaj.

## Căi de acces
Pe drumul național DN 75 Turda-Câmpeni, până în centrul localității Sălciua de Jos apoi pe drumul comunal nemodernizat DC 130 și pe o potecă marcată cu cruce roșie (acces dificil). 

## Descriere
Numele peșterii vine de la portalul sau podul natural Poarta Zmeilor care se afla la 15 m de intrarea în peșteră. Acesta a rezultat în urma eroziunii, coroziunii si dizolvarii rocilor de calcar. Intrarea este scundă, sub 2 m diametrul și dă acces într-o succesiune de săli și coridoare cu o lungime totală de 125 m. în peșteră se găsesc stalactite, stalagmite, scurgeri parietale, gururi, draperii, depuneri de montmilch, la origine albe sau galbene acum înegrite de humusul ajuns în apele de infiltrație.

## Biologie
În peșteră au mai fost semnalate gastropode,  păianjeni, pseudoscorpioni, coleoptere, carabide și diverse rozătoare.

## Condiții de vizitare
Poteca de apropiere este lungă și dificilă. Pentru peșteră sunt necesare surse de iluminat.